# Назаренко, Андрей Валерьевич
Андре́й Вале́рьевич Назаре́нко (укр. Андрій Валерійович Назаренко; род. 8 марта 1979 года, с. Тузлы, Татарбунарский район, Одесская область) — украинский государственный служащий, политик.
Председатель Кировоградской ОГА с 27 августа 2020 года по 15 апреля 2021.

## Биография

### Образование
Окончил Институт международных отношений Киевского национального университета имени Тараса Шевченко, международные экономические отношения (1995—2000).

### Трудовая деятельность
- Январь 2001 — март 2003 — специалист, специалист первой категории отдела технической защиты информации Управления информационных технологий МИД Украины.
- Март — декабрь 2003 — специалист второй категории Посольства Украины в Республике Корея.
- Декабрь 2003 — сентябрь 2008 — атташе, заведующий консульским отделом Посольства Украины в Республике Корея.
- Декабрь 2008 — август 2009 — директор предприятия с иностранными инвестициями «КОРУС Украина».
- Сентябрь 2009 — август 2010 — главный специалист сектора сопровождения перспективных проектов сотрудничества со странами Азиатско-Тихоокеанского региона Управления внешнеэкономической политики и международного сотрудничества Секретариата Кабинета Министров Украины.
- Август 2010 — август 2011 — директор государственного бюджетного учреждения «Кировоградский региональный центр по инвестициям и развитию».
- Август 2011 — март 2014 — начальник Региональной службы охраны и реставрации памятников градостроительства и архитектуры Кировоградского областного совета.
- Декабрь 2014 — сентябрь 2016 — помощник-консультант народного депутата Украины.
- Октябрь 2016 — декабрь 2019 — заместитель генерального директора по инвестициям и развитию ОАО «2-й им. Петровского сахарный завод», пгт Александровка, Кировоградская область.
- Май — август 2020 — заместитель директора по инвестициям ООО «Марлен-КД», пгт Компанеевка, Кировоградская область[7].
- 27 августа 2020 — 15 апреля 2021 — глава Кировоградской областной администрации, его преемником на этом посту стал Валерий Жалдак[8].

## Личная жизнь
Женат, имеет двух сыновей.